# Барський ліцей № 2
Барський ліцей № 2 Барської міської ради — середня загальноосвітня школа I—III ступенів із поглибленим вивченням іноземних мов у м. Бар Вінницької області, Україна.

## Історія

### Заснування гімназії та перші роки існування
У 1902 році в місті Бар відкрилася жіноча гімназія на основі «Положения о женских гимназиях и прогимназиях Министерства Народного Просвещения» число 1, месяц сентябрь, год 1902 в составе приготовительного и четырех младших классов" як приватний навчальний заклад. Міська знать орендувала одне з найкращих приміщень міста, що належало місцевому багатію Рижому. Спочатку було відкрито 5 класів гімназії.
Гімназія утримувалася на власні кошти, одержані від внесення плати за навчання, а міське Управління доплачувало решту.
Першим начальником гімназії була Ващенко-Захаренко.
У гімназію приймали в основному дітей заможних батьків (плата за навчання становила 4 тис. крб.). Приймали не тільки жителів Бара й навколишніх сіл, а й з інших повітів Подільської губернії. Перші два роки після відкриття гімназії в ній навчалося 150 гімназисток, у 1904 році — 210 гімназисток, а кількість класів збільшилася до семи. Гімназія існувала до 1920 року.

### Школа у радянський період
Після захоплення Бару Радянською Росією гімназія об'єднана з міським училичем та перетворена на школу фабрично-заводського навчання, яка давала учням професію робітника.
У 1923 році на базі школи була відкрита Барська трудова школа № 2, яка діяла до 1933 року. Директором був призначений Горбатий Павло Анастасович, заслужений вчитель УРСР.
У 1933 році Народний Комісаріат України реорганізував Барську трудову школу в середній навчальний заклад, який з часом став називатися Барською зразковою середньою школою № 2. З 1933 по 1937 рік директором школи був Данченко Микита Павлович. У 1937 році директором школи став Зозуляк Петро Іванович, заслужений вчитель УРСР.

### У роки Другої світової війни
Під час окупації міста німецькі нацисти перетворили приміщення школи на зерносховище для потреб німецької армії, знищивши бібліотеку школи, обладнання кабінетів, шкільні меблі; навчання в школі припинилося. З ініціативи вчителів-патріотів у місті були організовані підпільні школи. До цього долучилися й вчителі Барської трудової школи № 2, які навчали дітей у себе вдома, за радянськими підручниками і програмами. Такі школи діяли протягом 1942—1943 років і на початку 1944.

### Повоєнний період
По закінченню війни і з початком відбудови почався активний процес відбудови і самої школи, переважно силами вчителів та учнів. У перші післявоєнні роки діти навчалися у важких умовах: майже не було підручників і зошитів, приміщення школи було напівзруйноване, класи погано опалювались.
З 1945 по 1951 роки — Барська семирічна школа, в 1945 р. тут було 5 класів і навчалося 200 учнів. Директором семирічки з 1945 по 1964 була Нудельман Клара Ізраїлівна.
З 1952—1953 навчального року школа знову стає середньою, якою була до війни — Барська середня школа № 2, а в 1953/54 навчальному році відбувся перший післявоєнний випуск 10 класу.
У 1954 році в школі відкрився експериментальний клас з виробничим навчанням, який готував кваліфікованих робітників і надавав учням середню освіту. З того часу і по 1955 рік школа давала випускникам, окрім середньої освіти, робітничу кваліфікацію.
У 60-х роках у школі працювало близько 50 педагогів, а навчалося понад 600 учнів. Існували танцювальні, драматичні, спортивні гуртки. При школі була власна теплиця.

### Добудова школи
З 1964 по 1966 рік директором школи був Кінщак Андрій Іванович. У післявоєнний період кількість учнів збільшилася, у зв'язку з цим в 1967 році почалася добудова школи. Кінщак Андрій Іванович спроектував та здобув кошти на будівництво. Було добудовано актовий зал, приміщення їдальні, спортзал, навчальні кабінети з хімії, фізики, майстерні. Завершено будівництво в 1977 році, за директора Лічмана А. М.
З 1966 по 1977 роки директором школи був Лясоцький А. І.
З 1977 по 2004 — директор Лічман А. М.
З 1985 року школа стає базовою, в ній навчається близько 1200 учнів. Школа була першою в районі з кількості зайнятих призових місць у районних олімпіадах. Разом з атестатами про середню освіту випускники одержували посвідчення швеї-мотористки, слюсаря. Учні проходили практику в сільських господарствах району. За високі досягнення у навчанні учні нагороджувалися екскурсійними поїздками в міста-герої Радянського Союзу. У школі діяли духовий оркестр, естрадно-інструментальний ансамбль, танцювальний колектив, хор учнів та учителів.
У 1982 році до 80-річчя навчального закладу було відкрито музей школи та меморіальну дошку ім. П. А. Горбатого..

### У добу незалежної України
З 1991 року школа працює як загальноосвітня школа I—III ступенів зі спеціалізованими класами поглибленого вивчення іноземних мов (англійська, німецька, польська, російська). З 1995 року — розпочинає співпрацю з волонтерами Корпусу Миру.
З 2004 до 2006 року директором школи працювала Фолюшняк Л. І.
З нагоди ювілею 100-річчя школи у 2002 році педагогічний колектив нагороджений Українським товариством охорони пам'яток історії та культури медаллю «Богдана Хмельницького».
При школі відкрито дистанційне навчання Вінницького університету розвитку людини «Україна» (2004—2006).
Завдяки співпраці з Корпусом Миру (США) на базі школи створений районний ресурсний центр англійської мови.
З 2005 року започатковано Міжнародну співпрацю між школою № 2 м. Бара  і школами м. Рибніка (Польща).
З листопада 2006 року директором школи працює Федик Сергій Михайлович.
8 червня 2007 року школа реорганізована в навчально-виховний комплекс «Загальноосвітня школа I—III ст. № 2 — гімназія».
У 2009 році навчальний заклад став лауреатом загальноукраїнської громадської акції «Флагман сучасної освіти України».
У 2010 році в рамках Міжнародної виставки «Сучасні навчальні заклади-2010» НВК був учасником засідання «круглого столу» на тему «Збереження здоров'я дітей України, роль сучасної школи та відповідальність суспільства» м. Київ. Матеріали виступу директора було опубліковано у Всеукраїнському науково-практичному журналі «Директор школи, ліцею, гімназії».
НВК отримав пам'ятний знак «Краща загальноосвітня школа міста, 2010»
Школа надає можливість рівного доступу до освіти дітям з особливими потребами. У 2014—2015 навчальному році створено інклюзивний клас. У 2017—2018 працює 3 інклюзивних класи.
З 2011 року школа є центром Барського освітнього округу, який об'єднує 14 шкіл району. У 2016 році навчальний заклад зайняв ІІ місце в обласному конкурсі на кращий освітній округ.
У 2013 році школа ввійшла до 300 кращих навчальних закладів України за результатами ЗНО. 
У грудні 2017 року на честь 25-річчя Національної академії педагогічних наук України школу занесено до ювілейної книги за співпрацю з НАПНУ та проведення дослідницької роботи.
У 2016, 2017 роках школа стала переможцем конкурсу «Go Camp», що дало змогу запросити в табір волонтерів-носіїв мови та обладнати ще один кабінет інформатики.
Школа тісно співпрацює з Корпусом Миру США.
З 2018 року НВК «ЗОШ I—III ст. № 2 — гімназія» реорганізовано в Барський ліцей № 2 Барської міської ради.

## Директори
| Директори                  | Директори    | Директори | Директори |
| ПІБ                        | Період       | Довідка |           |
| -------------------------- | ------------ | --- | --------- |
| Ващенко-Захаренко          | 1902—1923    | |           |
| Горбатий Павло Анастасович | 1923—1933    | Народився в м. Бар в сім'ї бідняка. Педагогічну діяльність почав із 1905 року в с. Шпирки учителем "школи грамоти". У 1917 році вступив до Харківського інституту народної освіти. Після закінчення війни працював директором Барської трудової школи. У 1930 році закінчив інститут народної освіти. У 1933 році переїжджає до Києва, працює учителем математики у школі №33. Завідував кабінетом математики Київського інституту удосконалення учителів, науковий працівник Українського науково-дослідного інституту педагогіки. Павлу Анастасовичу належить понад 40 друкованих праць із методики викладання математики. За книгу "Із досвіду викладання математики в школі" нагороджений премією імені Ушинського. |           |
| Данченко Микита Павлович   | 1933—1937    | |           |
| Зозуляк Петро Іванович     | 1937—1939    | |           |
| Нудельман Клара Ізраїлівна | 1945—1964    | Клара Ізраїлівна народилася 5 грудня 1909 року в м. Бар. В 16 років розпочала свою трудову діяльність на Барському цукровому заводі. З 1937 по 1939 роки навчалась заочно в Вінницькому державному учительському інституті. Під час війни евакуювалась з дітьми на схід. Після звільнення м. Бар від фашистів в 1944 році повертається в рідне село. У 1945 році Клара Ізраїлівна призначена директором школи №2. Високо оцінив працю Нудельман К.І. уряд. Нагородженя орденом "Знак Пошани", значком "Відмінник народної освіти", дванадцятьма Почесними Грамотами Міністерства освіти України. Померла в червні 2000 року. |           |
| Кінщак Андрій Іванович     | 1964—1966    | Народився 15 вересня 1932 року у с. Слобода-Луж Чечельницького району Вінницької області. Навчався в семирічній школі рідного села. В 1948 році Андрій Іванович вступив до Бершацького педагогічного училища. Паралельно закінчив у 1952 році Вінницький інститут - факультет російської мови та літератури. Направлений у Гулівську семирічку Барського району. В 1957 році був призначений учителем російської мови і літератури Верхівської середньої школи Барського району. Навчався в Одеському державному педагогічному університеті, одержав диплом філолога і викладача російської мови і літератури. 26 серпня 1964р. призначений директором Барської середньої школи №2. Андрій Іванович зробив проект і розпочав добудову приміщення школи. В новозбудоване приміщення перейшли початкові класи, які раніше навчалися у приміщенні по вул. Жовтневої революції (біля музичної школи). Було спроектовано будівлю спортивного і актового залів. З 1966 по 1991 роки працював на державних і партійних посадах. Помер 7 лютого 2007 року. |           |
| Лясоцький Антон Іванович   | 1966—1977    | Народився 22 грудня 1923 року у с. Богданівка Липовецького району Вінницької області. У 1931 році пішов до школи. В 1941 році закінчив Плисківську середню школу. У 1950 році вступив до Уманського державного учительського інституту на фізико-математичний факультет. З 1952 року працював учителем фізики Барської середньої школи №2. У 1956 році закінчив Вінницький державний інститут імені М. Островського. 1 січня 1967 року призначений директором Барської середньої школи №2 і працював на цій посаді до 2 травня 1977 року. Продовжував працювати учителем фізики до 3 серпня 1986 року. Нагороджений ювілейною медаллю "За доблесный труд", знаком "Відмінник народної освіти УРСР". Помер 26 січня 2010 року. |           |
| Лічман Анатолій Максимович | 1977—2004    | Народився 11 січня 1940 року в м. Бердичів Житомирської області в сім'ї військовослужбовця. У 1947 році пішов до школи. Сім'я часто переїжджала. В 1954 році закінчив Михайлівську семирічну школу Мурованокуриловецького району і вступив до Житомирського сільськогосподарського технікуму. З 1963 по 1967 рік працював у Барському райкомі комсомолу. У 1964 році став студентом Вінницького педагогічного інституту імені М. Островського. З 1970 по 1977 рік працював на керівних посадах в Барському райкомі комсомолу та райкомі партії. У травні 1977 року призначений директором Барської середньої школи №2. Нагороджений значком "Відмінник народної освіти УРСР", грамотою Міністерства освіти України та медаллю "Ветеран праці". Помер 10 січня 2004 року. |           |
| Фолюшняк Людмила Іванівна  | 2004—2006    | Людмила Іванівна народилася 3 вересня 1959 року в сім'ї службовців у с. Шевченкове Барського району Вінницької області. Закінчила Копайгородську середню школу в 1976 році із золотою медаллю. Навчалася у Вінницькому педагогічному інституті імені М. Островського на природничо-географічному факультеті, який закінчила у 1981 році. Отримала диплом учителя географії та біології. Трудову діяльність розпочала учителем географії в Барській середній школі №2 (1982-1990). Із 1990 року - директор станції юних натуралістів. У 1999-2004 роках працює методистом районного методичного кабінету відділу освіти Барської райдержадміністрації. У лютому 2004 року призначена на посаду директора загальноосвітньої школи І-ІІІ ступенів №2 м. Бара. Із 2006 року - заступник голови Барської районної державної адміністрації. Спеціаліст вищої категорії, має звання "Старший вчитель", нагороджена Грамотою Міністерства освіти, значком "Відмінник освіти України". |           |
| Федик Сергій Михайлович    | 2006 — т. ч. | Сергій Михайлович народився 18 серпня 1965 року в с. Ялтушків Барського району Вінницької області. З 1972 по 1982 рік навчався в Ялтушківській середній школі, яку закінчив із золотою медаллю. У 1985-1987 роках навчався в Дніпропетровському державному університеті. Отримав спеціальність: математик, викладач математики. Після закінчення університету з відзнакою був направлений на роботу та до 1993 року працював учителем математики та фізики Лучинської восьмирічної школи Мурованокуриловецького району. У серпні 1993 року переїжджає у с. Жадани Іллінецького району, де працює учителем математики, а з липня 1994 року - директором місцевої загальноосвітньої школи. Із серпня 1998 року - заступник начальника відділу освіти, а з січня 2001 по червень 2004 року начальник відділу у справах сім'ї та молоді Іллінецької райдержадміністрації. Одночасно з 2000 по 2002 рік навчається заочно в Тернопільській академії народного господарства і отримує кваліфікацію магістра із державної служби. У червні 2004 року переїздить із сім'єю в м. Бар. Працює в районній державній адміністрації на різних посадах. Із 28 листопада 2006 року призначений на посаду директора Барської загальноосвітньої школи І-ІІІ ступенів №2 із спеціалізованими класами поглибленого вивчення іноземних мов. |           |

## Персоналії
| Персоналії                      | Персоналії                                                                                    |
| ПІБ                             | Заслуги                                                                                       |
| ------------------------------- | --------------------------------------------------------------------------------------------- |
| Горбатий Павло Анастасович      | Директор Барської трудової школи, заслужений вчитель УРСР                                     |
| Курочинський Чеслав Казимирович | Кандидат технічних наук, працівник міністерства харчової промисловості у Москві               |
| Смотрицький Леонід              | Секретар обкому КПУ Дніпропетровська                                                          |
| Філіппов Анатолій               | Кандидат технічних наук, доцент Київського автошляхового інституту, автор ряду наукових праць |
| Павлік Борис                    | Кандидат технічних наук, доцент Ризького політехнічного інституту                             |
| Цимбал Георгій                  | Бандурист Державної заслуженої капели бандуристів України                                     |

У ліцеї викладала Ольга Коляструк, надалі докторка історичних наук.